# مملكة القوط الغربيين
مملكة القوط الغربيين (باللاتينية: Regnum Visigothorum) هي مملكة جرمانية سيطرت على شبه جزيرة أيبيريا وعلى ما يعرف الآن بجنوب غرب فرنسا منذ القرن الخامس وحتى القرن الثامن الميلادي، وهي إحدى الدول الجرمانية التي استقلت عن الإمبراطورية الرومانية الغربية. نشأت تلك المملكة بعدما أسكنت الحكومة الرومانية القوط الغربيين بقيادة الملك فاليا [الإنجليزية]
 في إقليم أقطانية جنوب غرب فرنسا، ثم توسعت بعد ذلك واحتلت كل شبه جزيرة أيبيريا. حافظت المملكة على استقلالها عن الإمبراطورية الرومانية الشرقية بالمعروفة بالإمبراطورية البيزنطية، حيث لم تنجح محاولات إعادة السلطة الرومانية في أيبيريا إلا جزئيًا ولفترة قصيرة الأجل. ومع بداية القرن السادس، فقدت المملكة أراضيها في بلاد الغال أمام الفرنجة، محتفظة بالشريط الساحلي الضيق في سبتمانيا، فيما أحكموا القوط سيطرتهم على أيبيريا بنهاية ذاك القرن بعد إخضاع السويبيين والبشكنس. في تلك الفترة، اختفت بشكل كبير العنصرية بين السكان الهسبانيين الرومان والقوط (حيث تراجعت اللغة القوطية، واقتصرت على الكنائس بعدما اعتنق القوط الكاثوليكية عام 589). أنهى كتاب القانون القوطي الغربي أو قوانين القوط الغربيين (الذي اكتمل عام 654 م) التمييز القديم في القوانين بين الرومان والقوط. قد غُزيت معظم مملكة القوط الغربيين على يد المسلمين عام 711 م، ولم تبق إلا أجزاء صغيرة في أقصى الشمال في أيدي المسيحيين، والتي كانت النواة لنشأة مملكة أستورياس التي أسسها نبيل محلي على الأرجح من أصل قوطي يدعى بلاي والتي خلفتها ممالك مسيحية أيبيرية التي قامت في النهاية بالسيطرة على المناطق التي كان يحكمها المسلمين.
في البداية اتبع القوط الغربيون وملوكهم الأوائل الآريوسية وهي طائفة مسيحية لا تؤمن بالتلثيث، وتصادموا مع الكنيسة الكاثوليكية، ولكن بعد اعتناقهم المسيحية الكاثوليكية، تدخلت الكنيسة بصورة كبيرة في الشؤون الدنيوية من خلال مجامع طليطلة [الإنجليزية]
. ووضع القوط التشريع الأكثر علمانية في أوروبا الغربية، المسمى قوانين القوط الغربيين، الذي شكل الأساس للقانون الإسباني طوال العصور الوسطى.

## التاريخ

### المملكة الاتحادية

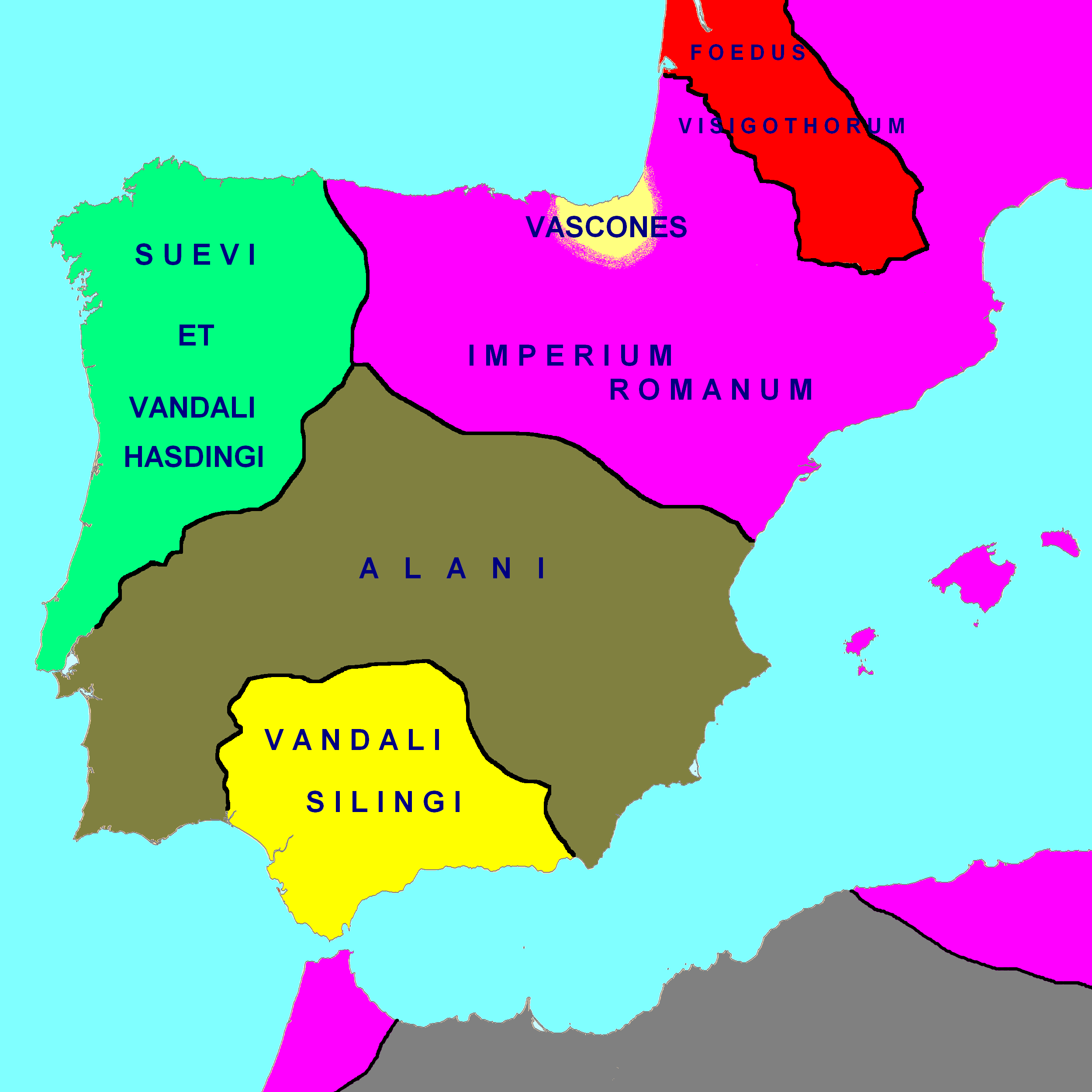
المناطق التي استوطنها القوط الغربيون (الأحمر)، وتوزيع العرقيات في شبه الجزيرة الأيبيرية في حدود عام 418 م

بين عامي 407-409 م، تحالفت القبائل الجرمانية، الوندال والألان والسويبيين، عبور الراين [الإنجليزية]
 والانتشار في شبه الجزيرة الأيبيرية. وقد قاد القوط الغربيون في تلك الرحلة ألاريك الأول الذي اشتهر لنهبه روما عام 410، وأسره غالا بلاسيديا شقيقة الإمبراطور هونوريوس.
قضى أتولف (ملك القوط بين عامي 410-415)، السنوات القليلة التالية ينتقل بين الغال وإسبانيا، ولعب دورًا دبلوماسيًا بين قادة الجرمان والرومان المتنافسين واستطاع الاستيلاء على مدن مثل ناربون وتولوز عام 413. وبعد زواجه من بلاسيديا، طلبه منه الإمبراطور هونوريوس دعم القوط الغربيون له لاستعادة السيطرة الرومانية الاسمية على إسبانيا من الوندال والألانز والسويبيين.
في عام 418، كافأ هونوريوس القوط الغربيين بقيادة الملك فاليا (حكم بين عامي 415-419) بأن أقطعهم أراضي في وادي غاليا أكيتانيا [الإنجليزية]
 ليستقروا فيها. ومن المرجح أن القوط الغربيين لم يحصلوا في البداية على قدر كبير من الأراضي في المنطقة، إلا أنهم أصبح من حقهم جباية ضرائب المنطقة، حيث أصبح الأرستقراطيون الغاليون المحليون يدفعون ضرائبهم للقوط الغربيين بدلاً من الحكومة الرومانية.

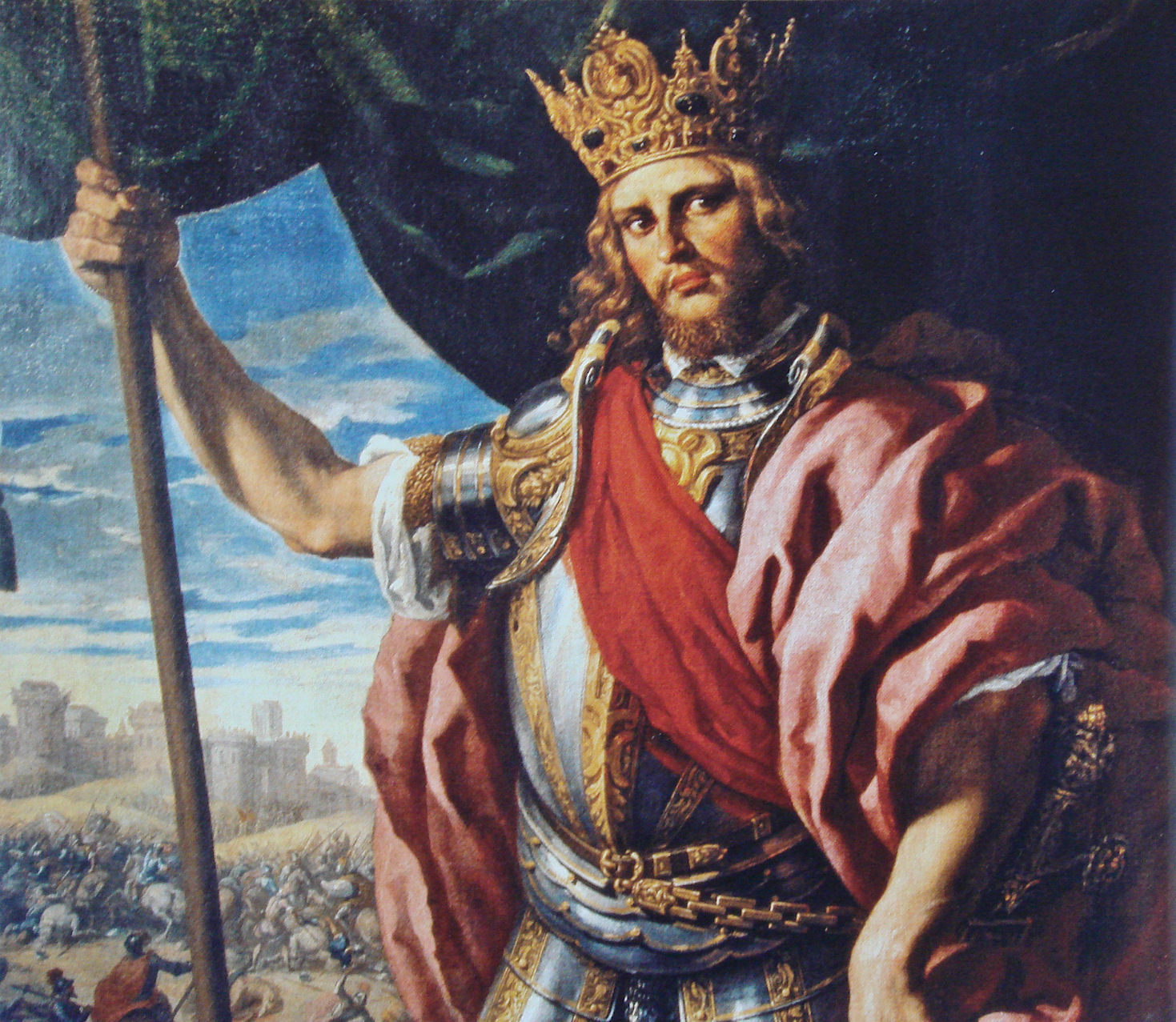
ثيودوريك الأول بريشة فابريزيو كاستيلو (1560-1617).

ظلت تولوز عاصمة القوط الغربيين، مستقلة بحكم الأمر الواقع، وسرعان ما بدأوا في التوسع في الأراضي الرومانية على حساب الإمبراطورية الغربية الضعيفة. وبقيادة ثيودوريك الأول (418–451)، هاجم القوط مدينة آرل في عامي 425 و430، وناربون عام 436، ولكن أوقفهم الجنرال فلافيوس أيتيوس مستخدمًا الهون، وانهزم ثيودوريك عام 438. وبحلول عام 451، انعكس الوضع وغزا الهون بلاد الغال؛ وأصبح ثيودوريك يقاتل الآن مع الجنرال أيتيوس ضد أتيلا الهوني في معركة شالون. وتم صد أتيلا بقوة، ولكن قُتل ثيودوريك في المعركة.
بحلول عام 454، غزا الواندال شمال أفريقيا، واستولى السويبيون على معظم شمال هسبانيا. ثم أرسل الإمبراطور الروماني أفيتوس القوط الغربيين إلى إسبانيا. وغزا ثيودوريك الثاني (453–466) السويبيين، وهزم ملكهم ركياريوس وهزمه، في معركة نهر أوربيغو [الإنجليزية]
 عام 456 بالقرب من أسترقة ثم نهب براغا عاصمة السويبيين. نهب القوط المدن في هسبانيا بوحشية، فذبحوا بعض السكان حتى أنهم هاجموا بعض الأماكن المقدسة، وربما يرجع ذلك إلى دعم رجال الدين للسويبيين. سيطر ثيودوريك على هسبانيا بايتيكا وهسبانيا وجنوب لوسيتانيا. وفي عام 461، استلم القوط مدينة أربونة من الإمبراطور ليبيوس سيفيروس مقابل دعمهم. أدى هذا إلى تمرد الجيش والرومان الغاليين بقيادة أيغيديوس؛ ونتيجة لذلك، حارب الرومان بقيادة سيفيروس والقوط الغربيين قوات رومانية أخرى، ولم ينته التمرد إلا عام 465.

### مملكتهم في تولوز

شبه جزيرة أيبيريا حوالي عام 476.

في عام 466، قتل يوريك شقيقه ثيودوريك وتُوّج ملك القوط الجديد. وبقيادة يوريك (466-484)، بدأ القوط التوسع في فرنسا وتعزيز وجودهم في إسبانيا. في عام 469، خاض يوريك سلسلة من الحروب مع السويبيين الذين سيطروا على بعض المناطق في لوسيتانيا، ونجح في السيطرة على معظم تلك المنطقة لتخضع لسيادة القوط، بما في ذلك ماردة. كما هاجم يوريك الإمبراطورية الرومانية الغربية، واستولى على هسبانيا الطركونية عام 472، آخر معاقل الحكم الروماني في إسبانيا. وبحلول عام 476، كان قد توسع جنوبًا حتى نهر الرون مستوليًا على آرل ومارسيليا، وشمالاً حتى نهر اللوار. وفي حملاته، اعتمد يوريك على عدد من الارستقراطيين الغالو-رومان والإسبانو-رومان الذين عملوا تحت إمرته كقادة. وتم الاعتراف رسميًا بمملكة القوط الغربيين عندما وقع الإمبراطور يوليوس نيبوس (473–480) تحالفًا مع يوريك، مانحًا إياه الأراضي الواقعة جنوب نهر اللوار وغرب نهر الرون مقابل الخدمة العسكرية، إضافة إلى الأراضي الموجودة في بروفنس (بما فيها آرل ومارسيليا). كما بقيت الأراضي في إسبانيا تحت السيطرة الفعلية للقوط الغربيين. وبعد أن خلع أودواكر رومولوس أوغستولوس آخر الأباطرة الرومانيين في الغرب، استرد يوريك بروفنس بسرعة، فلم يجد أودواكر أمامه إلا قبول ذلك في معاهدة.
بحلول عام 500، سيطرت مملكة القوط الغربيين في تولوز، على غاليا أكتانيا وغاليا ناربونيا [الإنجليزية]
 ومعظم هسبانيا باستثناء مملكة السويبيين في جليقية في الشمال الغربي والمناطق الصغيرة التي تسيطر عليها الشعوب الإسبانية، مثل البشكنس والكانتابريين [الإنجليزية]
. وأصدر نجل يوريك ألاريك الثاني (484–507) مجموعة جديدة من القوانين، وهي قوانين ألاريك وعقد مجلس الكنيسة في آجد.

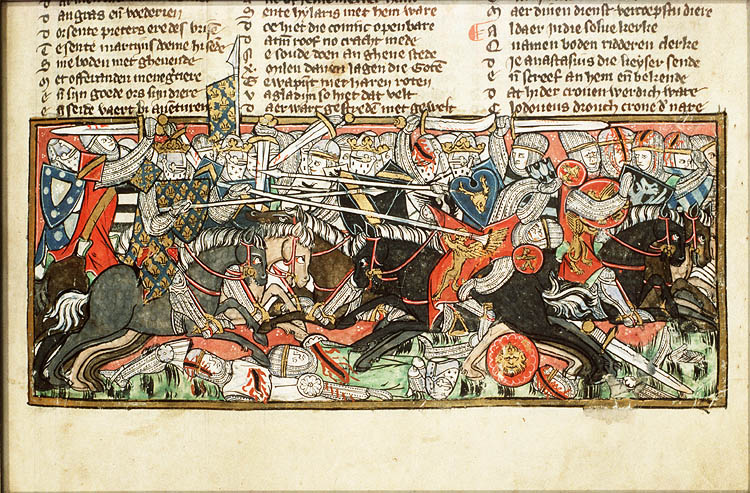
كلوفيس الأول يحارب القوط

دخل القوط الغربيون في صراع جديد مع الفرنجة بقيادة ملكهم كلوفيس الأول، الذي قام بغزو شمال الغال. وبعد حرب قصيرة مع الفرنجة، اضطر ألاريك إلى قمع التمرد في المقاطعة الطركونية، الذي حدث ربما بسبب الهجرة الأخيرة للقوط الغربيين إلى إسبانيا نظرًا للضغوط التي يتعرضون لها من الفرنجة. وفي عام 507، هاجمهم الفرنجة مرة أخرى، متحالفين هذه المرة مع البرغنديين. وقُتل ألاريك الثاني في معركة فوييه بالقرب من بواتييه، واحتُلت تولوز. وبحلول عام 508، كان القوط قد فقدوا معظم ممتلكاتهم الفرنسية باستثناء سبتمانيا في الجنوب.

### مملكة هسبانيا الأريوسية

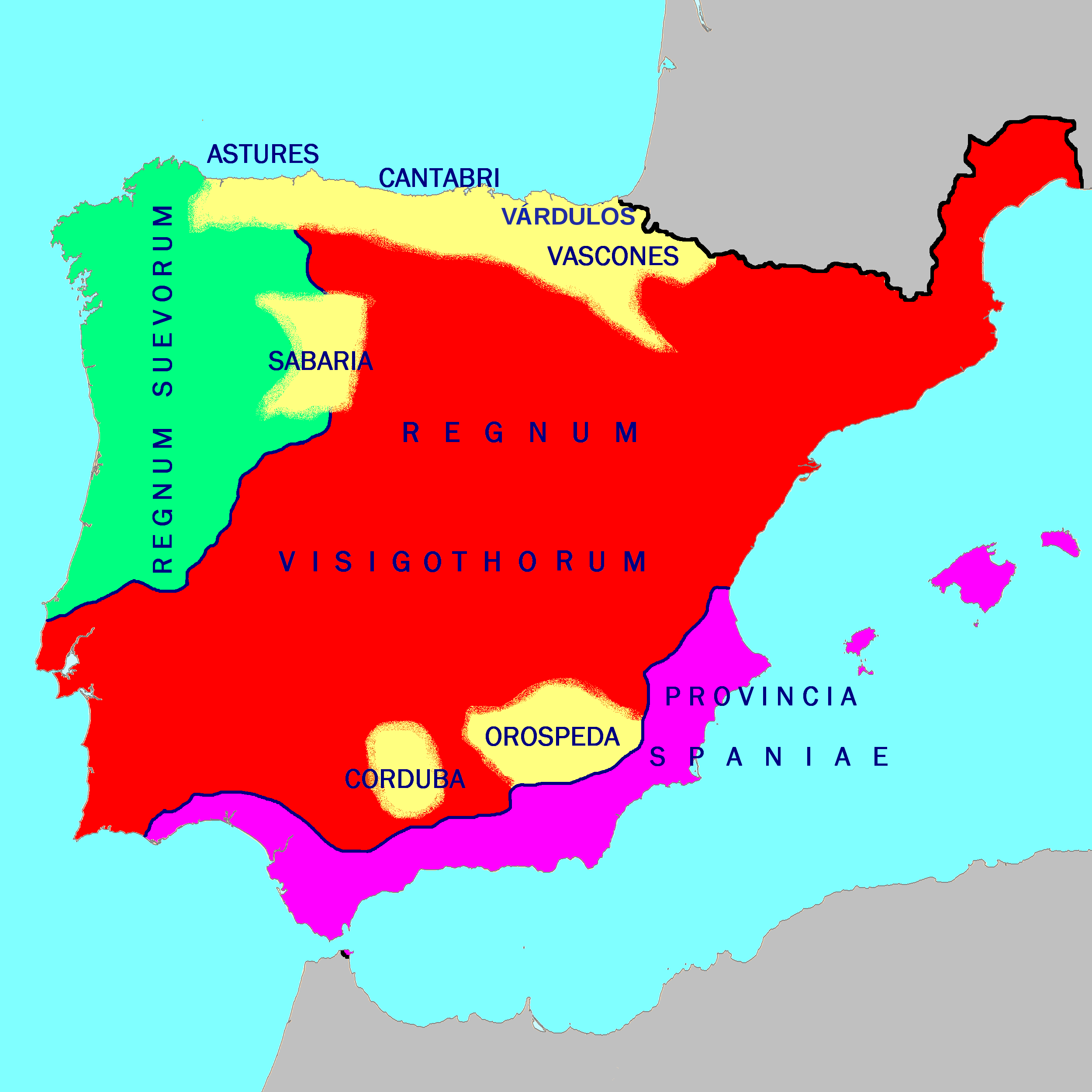
هسبانيا القوطية الغربية ومقاطعة إسبانيا البيزنطية، حوالي عام 560 م

بعد وفاة ألاريك الثاني، تولى ابنه غير الشرعي غيساليك [الإنجليزية]
 السلطة حتى خلعه الملك ثيودوريك العظيم حاكم مملكة القوط الشرقيين، الذي غزاه وهزمه في برشلونة. فر غيساليك وأعاد تنظيم الصفوف، ولكنه هُزم مرة أخرى في برشلونة، ووقع في الأسر وقُتل. فقام ثيودوريك بتنصيب حفيده أمالاريك [الإنجليزية]
 (511–531) نجل ألاريك الثاني، ملكًا على القوط الغربيين. ومع ذلك، كان أمالاريك لا يزال طفلاً وظلت السلطة في إسبانيا في يد القائد القوطي الشرقي والوصي ثيوديس. ولم يتولى أمالاريك سلطته على المملكة إلا بعد وفاة ثيودوريك عام 526. لم يدم حكمه طويلاً، وهزم أمالاريك، كما حدث عام 531، على يد ملك الفرنجة شيلدبرت الأول وقتل بعد ذلك في برشلونة. وبعد ذلك، أصبح ثيوديس (531–548) الملك. ووسع سيطرة القوط على المناطق الجنوبية، ولكنه قتل أيضًا بعد الغزو الفاشل لإفريقيا. عانت إسبانيا القوطية من حرب أهلية في عهد الملك أجيلا الأول (549–554)، مما دفع الإمبراطور الروماني/البيزنطي جستينيان الأول لإرسال جيش وتأسيس مقاطعة صغيرة تسمى إسبانيا تتبع الإمبراطورية البيزنطية على طول ساحل جنوب إسبانيا. وقتل أجيلا في النهاية، وأصبح عدوه آثاناغيلد [الإنجليزية]
 (552–568) هو الملك الجديد. هاجم آثاناغيلد البيزنطيين، لكنه لم يتمكن من طردهم من جنوب إسبانيا، واضطر للاعتراف رسميًا بسيادة الإمبراطور.

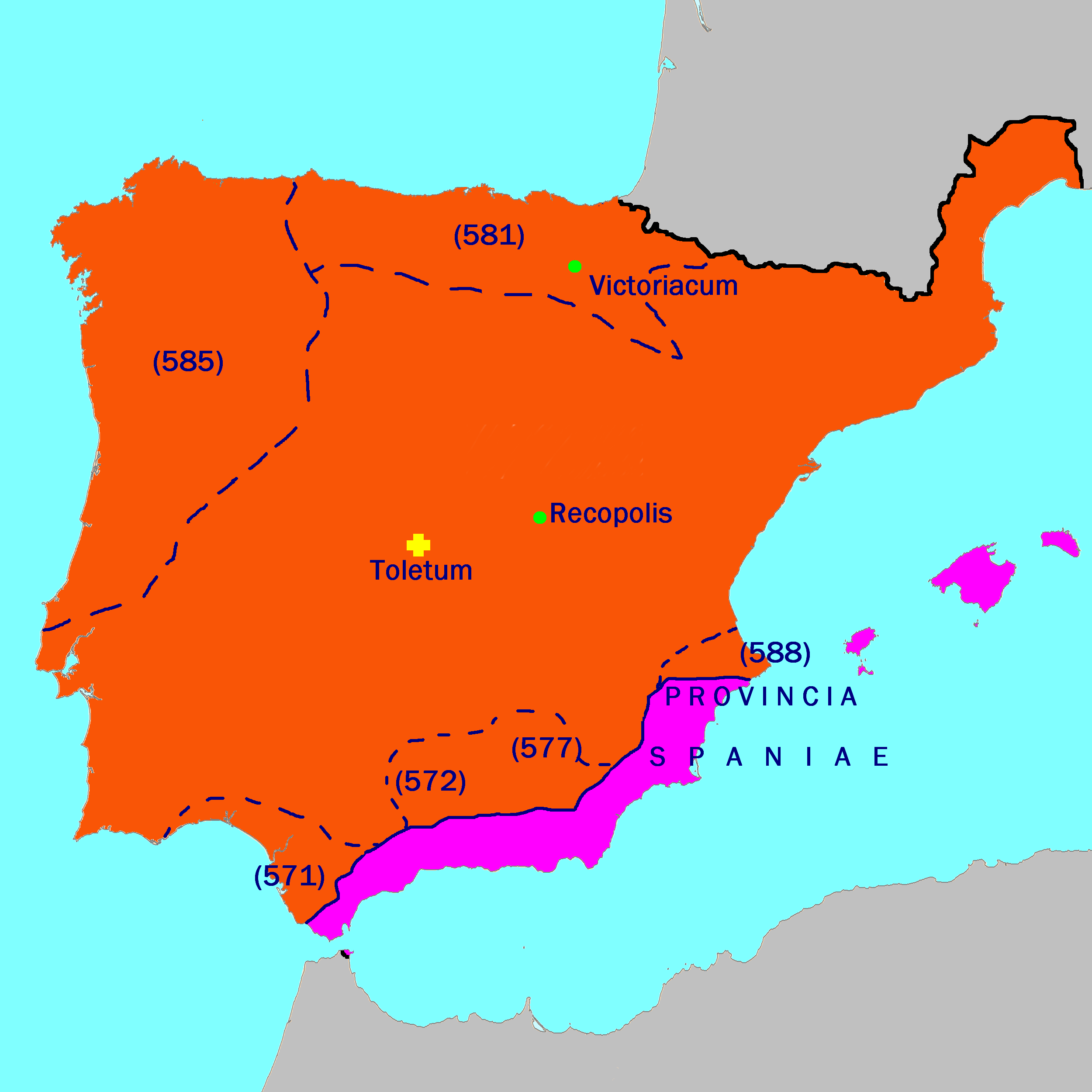
خريطة توضح فتوحات ليوفيغيلد حوالي عام 586

كان ملك القوط التالي الملك ليوفيغيلد (569-21 أبريل 586). كان قائدًا عسكريًا ناجحًا وهو الذي وحّد القوط الغربيين في إسبانيا. شن ليوفيغيلد حملة ضد الرومان في الجنوب في سبعينيات القرن السادس، واسترد قرطبة بعد أن ثارت مجددًا. كما قاتل أيضًا في الشمال ضد السويبيين والعديد من الدويلات الصغيرة المستقلة، بما فيها البشكنس والكانتابريين. وتصالح مع شمال إسبانيا، لكنه لم يتمكن من غزو هذه الشعوب تمامًا. ونشبت الحرب الأهلية عندما عين ليوفيغيلد ابنه هيرمنيغيلد [الإنجليزية]
 كحاكم مشترك معه. أصبح هيرمنيغيلد أول ملك قوطي يعتنق الكاثوليكية بسبب علاقاته مع الرومان، لكنه هُزم وأُرسل إلى المنفى عام 584. وبنهاية فترة حكمه، كان ليوفيغيلد قد وحد شبه جزيرة أيبيريا بأكملها، بما في ذلك مملكة السويبيين التي فتحها عام 585 خلال أحد الحروب الأهلية بين السويبيون التي تلت موت ملكهم ميرو. وضع ليوفيغيلد أسس علاقات ودية مع الفرنجة من خلال زيجات ملكية، وظلوا في سلام معظم فترة حكمه. كما أسس ليوفيغيلد مدنًا جديدة، مثل ريكوبوليس [الإنجليزية]
 وفيتوريا-غاستايز، وهو أول ملك همجي يقوم بذلك.

### مملكة طليطلة الكاثوليكية

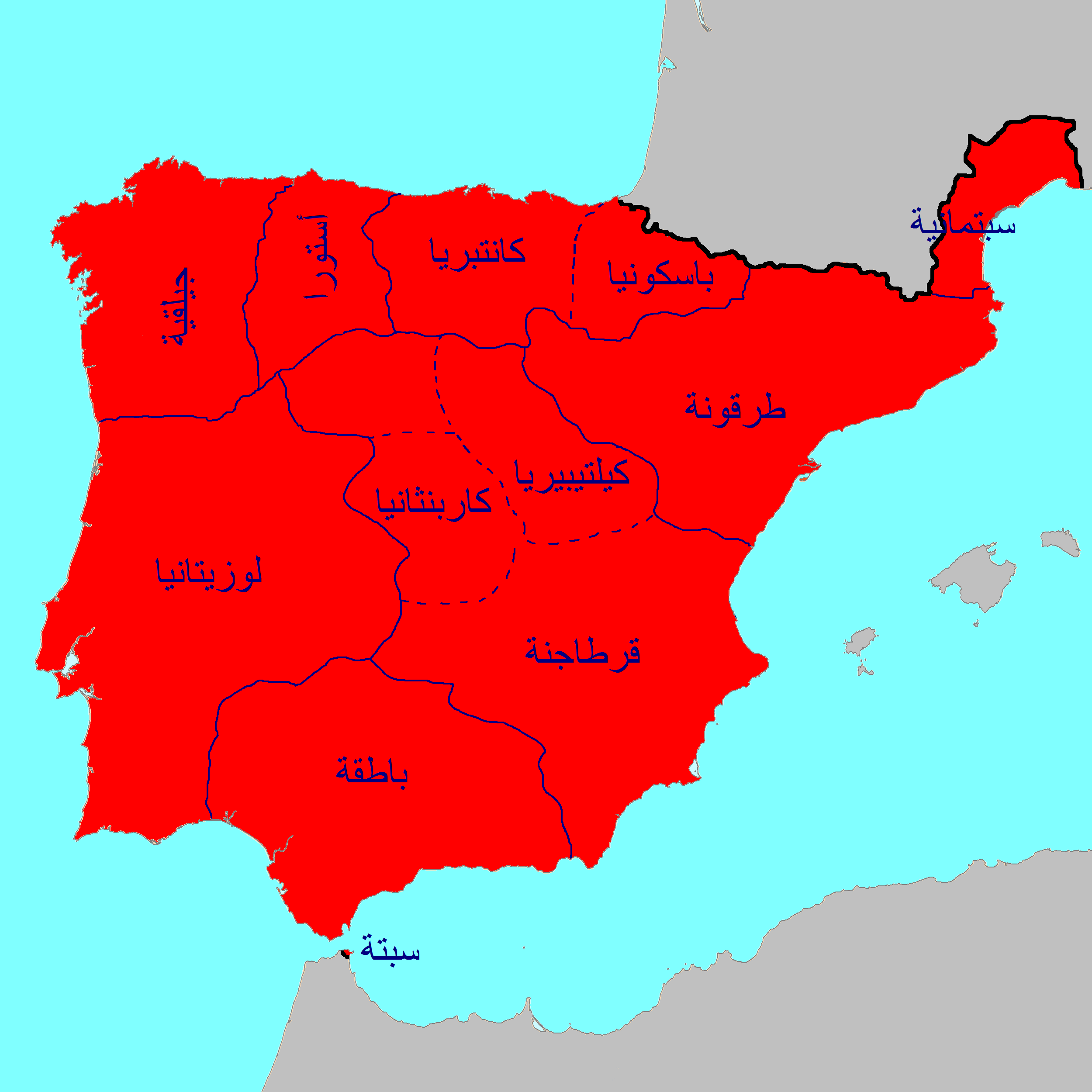
هسبانيا القوطية الغربية وتقسيماتها الإقليمية عام 700، قبل الفتح الإسلامي

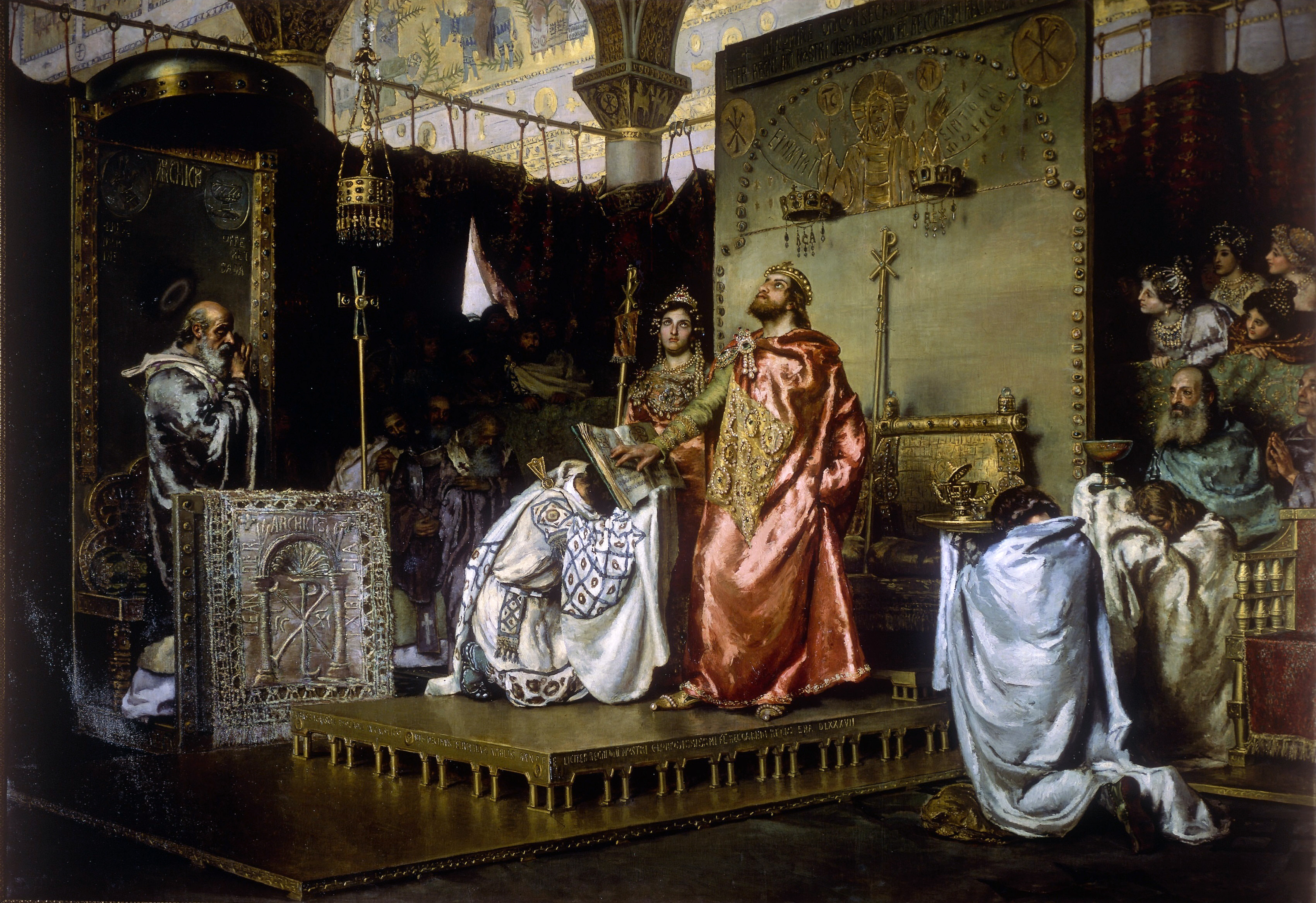
تحول ريكارد إلى الكاثوليكية

عندما أصبح ريكارد الأول (586–601) ابن ليوفيغيلد ملكًا، اعتنق المسيحية الكاثوليكية. مما أدى إلى بعض الاضطرابات في المملكة، ولا سيما ثورة مطران ماردة الآريوسي التي تم قمعها، كما صدّ هجوم آخر من الفرنجة في الشمال. ثم أشرف ريكارد الأول على مجمع طليطلة الثالث [الإنجليزية]
 عام 589، حيث أعلن إيمانه بالعقيدة النيقية وتخليه عن الآريوسية. واتخذ من فلافيوس اسمًا له، وهو اسم عائلة أباطرة القسطنطينية، ونصب نفسه خليفة للأباطرة الرومان. كما حارب ريكارد البيزنطيين في بايتيكا عندما شنوا هجومًا جديدًا.
أصبح ليوفا الثاني [الإنجليزية]
 ابن ريكارد ملكًا عام 601، ولكن خلعه النبيل القوطي ويتيريك [الإنجليزية]
 (603–610)، منهيًا حكم تلك الأسرة الحاكمة قصيرة الأجل. كان هناك العديد من الملوك القوط في الفترة بين 610 و631، وشهدت هذه الفترة اقتتال متواصل بين الملوك. كما شهدت هذه الفترة أيضًا طرد البيزنطيين من الجنوب، واستمرار الحرب في الشمال ضد البشكنس والأستورياسيين، والتي استمرت لما تبقى من فترة مملكة القوط الغربيين. عمل هؤلاء الملوك أيضًا على التشريعات الدينية، وخاصة الملك سيزيبوت (612–621)، الذي مرر عدة قوانين صارمة ضد اليهود وأجبر العديد منهم على اعتناق المسيحية. وكان الملك سيزيبوت ناحجًا أيضًا ضد البيزنطيين، حيث استولى على العديد من مدنهم، بما فيهم مالقة. وهُزم البيزنطيين نهائيًا على يد سوينتيلا [الإنجليزية]
 (621–631)، الذي كان قد استولى على جميع ممتلكاتهم الإسبانية بحلول عام 625. وخُلع سوينتيلا على يد الفرنجة وحل محله سيسيناند.

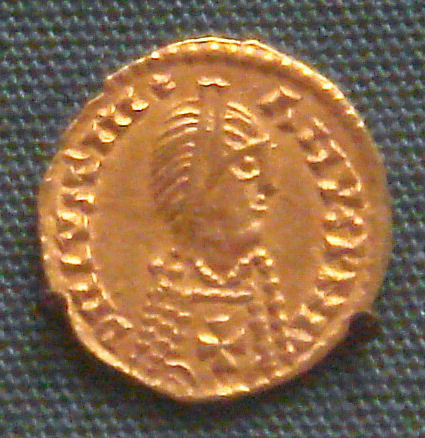
الذهب القوطي الهسباني ثلث صرد باسم الإمبراطور جستينيان الأول، القرن السابع: الصليب المسيحي على الصدر يُظهر الإسناد القوطي. (المتحف البريطاني)

يمكن أن يعزى عدم استقرار هذه الفترة إلى الصراع على السلطة بين الملوك والنبلاء. وعملت الوحدة الدينية على تعزيز السلطة السياسية للكنيسة، التي كانت تمارس من خلال مجامع الكنيسة في طليطلة إلى جانب النبلاء. انعقد المجمع الرابع خلال الفترة القصيرة من عهد سيزيناند عام 633، وتم عزل الملك كنسيًا ونفيه، وحل محله الملك شنتيلا [الإنجليزية]
 (636–639). وأصبحت مجامع الكنيسة الآن هي المؤسسة الأقوى في دولة القوط الغربيين؛ فقامت بتنظيم عملية الخلافة على الملكية عن طريق انتخاب «أعضاء مجلس الشيوخ» النبلاء ومسؤولي الكنيسة للملك. كما قرروا الاجتماع بصفة دورية لمناقشة الأمور الكنسية والسياسية التي تؤثر على الكنيسة. وفي النهاية، قرروا أن يموت الملوك بسلام، وأعلنوا أن أفرادهم مقدسين، ساعيين لوضع حد للعنف واغتيال الملوك الذي كان يحدث في الماضي. وبرغم كل ذلك، حدث انقلاب آخر وعُزل الملك شنتيلا عام 639، وحل محله الملك تولجا؛ الذي عُزل أيضًا في العام الثالث من حكمه وانتخب المجلس النبيل شيندازيونث ملكًا.

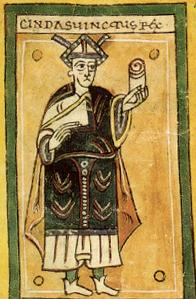
الملك شيندازيونث من مجموعة مخطوطات ألبيدانس

شهدت عهود شيندازيونث وابنه ريكسوينث [الإنجليزية]
 اكتمال معظم كتاب قوانين القوط (المكتمل في عام 654). اشتمل هذا الكتاب على القوانين القديمة التي وضعها الملوك السابقين، مثل ألاريك الثاني في كتابه قوانين ألاريك وليوفيغيلد، ولكنه ضم أيضًا العديد من القوانين الجديدة. واستند هذا الكتاب تقريبًا كليًا على القانون الروماني، مع اقتباسات نادرة من القانون الجرماني. وطُبقت القوانين الجديدة على السكان القوطيين والهسبانيين على حد سواء الذين كانت تحكمهم قوانين مختلفة في الماضي، وحلت محل جميع الدساتير القانونية الأقدم. ومن بين القوانين القديمة التي تم إلغاؤها كانت القوانين القاسية ضد اليهود. كما غير الكتاب النظام العسكري القديم والتقسيمات الإدارية القديمة، كما أضاف للدوقات والكونتات المزيد من المسؤوليات أكثر من واجباتهم العسكرية والمدنية الأصلية. وبرز دور خدم وعبيد الملك في الإدارة، ومارسوا سلطات إدارية واسعة. وفقًا للتشريعات القانونية القوطية، تمكنت المرأة من وراثة الأرض وملكيتها وإدارتها بشكل مستقل عن أزواجهن أو أقاربهن الذكور، والتصرف في ممتلكاتهن في الوصايا القانونية إذا لم يكن لديهن ورثة، وتمكنوا من تمثيل أنفسهن والإدلاء بالشهادة في المحكمة في عمر 14 عامًا والزواج دون وصاية في عمر 20 عامًا. جعل شيندازيونث (642-653) سلطة الحكومة الملكية أقوى من النبلاء، فأعدم بعضًا من النبلاء البالغ عددهم 700 وأجبر كبار الشخصيات على حلف اليمين، وفي مجمع طليطلة السابع تخلى عن حقه في عزل رجال الدين الذين تظاهروا ضد الحكومة. كما استطاع استخلاف ابنه ريكسوينث على العرش بدهاء، مما أثار النبلاء القوط، الذين تحالفوا مع البشكنس، للقيام بثورة ولكن تم قمعها. عقد ريكسوينث (653-672) مجمع آخر في طليطلة، وفيه تم تخفيض الأحكام على تهمة الخيانة والتأكيد على حق المجمعات في انتخاب الملوك.
انتُخب وامبا (672 – 680) ملكًا، خلفًا لريكسوينث. وكان عليه أن يتعامل مع الثورات الناشئة في مقاطعة طركونية، وبسبب هذه الثورات، شعر أنه بحاجة إلى إصلاح الجيش. ومرر قانونًا يعلن أنه يجب على جميع الدوقات والكونتات والقادة العسكريين الآخرين، وكذلك الأساقفة، أن يهبّوا لمساعدة المملكة بمجرد أن تتعرض للخطر أو أي خطر كبير. وفي النهاية، أطيح بالملك وامبا في انقلاب أبيض. وعقد الملك إرفيج (680–687) المزيد من مجامع الكنيسة وألغى القوانين الصارمة السابقة التي سنّها الملك وامبا، على الرغم من أنه خصص بنودًا للجيش. جعل إرفيج زوج ابنته إجيكا ملكًا. وبالرغم من الثورة التي قام بها أسقف طليطلة، ندد المجمع السادس عشر، الذي عُقد عام 693، بثورة الأسقف. ومرر المجمع السابع عشر قوانين صارمة في عام 694 ضد اليهود، مستشهدًا بإحدى المؤامرات، وتم استعباد الكثيرين وخاصة أولئك الذين تحولوا من الديانة المسيحية. كما رفع إجيكا ابنه غيطشة ليكون ملكًا مشاركًا في الحكم عام 698. لا يُعرف الكثير عن فترة حكمه، ولكن سرعان ما تلا ذلك فترة حرب أهلية بين أبنائه (أشيلا وأردو) والملك لذريق الذي كان قد استولى على طليطلة.

### الفتح الإسلامي
في عام 711، غزا القائد البربري المسلم طارق بن زياد قائد جيش موسى بن نصير والي إفريقية، شبه الجزيرة الأيبيرية بجيش من المسلمين غير محدد عدده في الوقت الذي كان لذريق يقاوم فيه ثورة البشكنس في الشمال. وتشير المصادر الإسلامية إلى أن أعداء لذريق هم من دعوه لاحتلال إسبانيا. في أواخر يوليو، حدثت معركة عند وادي لكة في مقاطعة قادس. وتعرض لذريق للخيانة على يد قواته، الذين وقفوا مع أعدائه، وقُتل الملك في المعركة. واستولى المسلمون على معظم أراضي جنوب إسبانيا وواصلوا طريقهم للاستيلاء على طليطلة، حيث أعدموا العديد من نبلاء القوط. وفي عام 712، عبر موسى بن نصير على رأس جيش آخر، واستولى على ماردة عام 713، وغزا شمال البلاد مستوليًا على سرقسطة وليون، التي كانت لا تزال تحت حكم الملك القوطي أردو، عام 714. وترك موسى ابنه عبد العزيز في القيادة بعد أن استدعاه الخليفة الوليد بن عبد الملك إلى دمشق. بحلول عام 716، كانت معظم شبه جزيرة أيبيريا تحت الحكم الإسلامي، ثم استولوا على مقاطعة غاليا ناربونيا بين عامي 721 و725. ولم تكن هناك مقاومة فعلية إلا في أستورياس، من قبل أحد النبلاء القوط الذي يدعى بلاي عام 718، الذي تحالف مع البشكنس وهزم المسلمين في معركة كوفادونجا والتي نتجت عنها ممالك أيبيرية مسيحية قامت في النهاية بإسترداد أيبيريا من الحكم الإسلامي. واستمرت المقاومة في المناطق حول جبال البرانس والمناطق الجبلية في شمال إسبانيا، التي لم يهتم المسلمون بالسيطرة عليها. في البداية، ترك المسلمون المسيحيين ليمارسوا ديانتهم، رغم خضوعهم للقانون الإسلامي، ومعاملتهم كأهل ذمة.

## مستوطنات القوط
تركزت مستوطنات القوط الغربيين على طول نهر غارون بين بوردو وتولوز في أقطانية، وفيما بعد في إسبانيا والبرتغال حول نهر أبرة وحول مدينة ماردة، بين الروافد العليا لنهر دويرة في منطقة تييرا دي كامبوس في وسط منطقة قشتالة وليون وفي أستورياس وطليطلة، على طول نهر تاجة شمال مدينة لشبونة. كما ظهرت مستوطنات أخرى للقوط الغربيين في أماكن أخرى في المملكة.

## تأسيس المدن
القوط الغربيون أسسوا مدنًا جديدة في أوروبا الغربية بين القرنين الخامس والثامن. ومن المؤكد (من خلال السجلات الإسبانية المعاصرة) أنهم أسسوا أربع مدن ونسب إليهم مصدر عربي لاحق احتمال تأسيس مدينة خامسة. وجميع هذه المدن تأسست لأغراض عسكرية وثلاث منها احتفالاً بالنصر. أسس ليوفيغيلد أول مدينة وهي ريكوبوليس [الإنجليزية]
، عام 578 بعد انتصاره على الفرنجة، بالقرب مما يعرف اليوم بالقرية الصغيرة زوريتا دي لوس كانيس [الإنجليزية]
. وقد سماها على اسم ابنه ريكارد وبناها لتكون على الطراز البيزنطي، وتحتوي على مجمع قصور ودار لصك العملة، ولكنها دفنت تحت الأنقاض في القرن التاسع (بعد الغزو العربي).
بعد فترة وجيزة، أسس ليوفيغيلد مدينة سماها "فيكتورياكوم" بعد انتصاره على البشكنس. ورغم أنه هناك مزاعم أنها هي مدينة فيتوريا-غاستايز، إلا أن مصادر القرن الثاني عشر تشير إلى أن مؤسسها هو سانشو السادس ملك نافارا. أسس ابن ليوفيغيلد، الذي سميت على اسمه أول مدينة قوطية، مدينته الخاصة في عام 600 تقريبًا. وقد أشار إليها رئيس الأساقفة إيزيدورو الإشبيلي باسم "لوغو ايد است لوسيو" في منطقة أستورياس، وأنها بنيت بعد الانتصار على الأستورياسيين أو الكانتابريين. أما المدينة الرابعة وربما الأخيرة للقوطيين الغربيين فهي مدينة "أولوخيكوس" (ربما "أولوخيتسط)، التي تأسست عام 621 عندما استخدم الملك سوينتيلا العمال البشكنس كحصن أمام البشكنس الذين خضعوا له مؤخرًا. وتسمى حديثًا أوليتي [الإنجليزية]
.
هناك مدينة خامسة محتملة هي مدينة «بيارا» (ربما تسمى حديثًا مونتورو)، ذكر الحميري في كتابه الروض المعطار أنها تأسست على يد ريكارد.